# Monica De La Cruz
Monica De La Cruz, née le 11 novembre 1974 à Brownsville au Texas, est une femme politique américaine. Elle représente le 15e district congressionnel du Texas à la Chambre des représentants des États-Unis depuis 2023. De La Cruz est la première républicaine et la première femme à représenter le 15e district du Texas depuis sa création en 1903,.

## Jeunesse et carrière
De La Cruz est diplômé de James Pace Early College High School à Brownsville. Par la suite, elle rejoint l'université du Texas à San Antonio, où elle étudie le marketing. Elle fréquente ensuite l'université nationale autonome du Mexique à Mexico, où elle étudie l'espagnol. Elle effectue par la suite un stage chez Turner Entertainment avant de travailler pour Cartoon Network Latin America. Elle est agente d'assurance et propriétaire d'entreprise. Elle réside dans la vallée du Rio Grande, où elle a grandi,.

## Chambre des représentants des États-Unis
En 2020, De La Cruz se présente dans le 15e district congressionnel du Texas et perds de trois points de pourcentage face au démocrate sortant Vicente Gonzalez.
Soutenue par Donald Trump et le chef de la minorité parlementaire Kevin McCarthy, De La Cruz se présente à nouveau dans le district en 2022, tandis que Gonzalez est victime du redécoupage électoral et poussé dans le 34e district. De La Cruz bat la candidate démocrate Michelle Vallejo aux élections générales, remportant 80 869 voix contre 67 913,,,,. Lorsqu’elle prend fonctions en 2023, elle devient seulement la huitième personne à représenter cette circonscription depuis sa création en 1903, ainsi que la première républicaine. En quelques mois, elle était la deuxième républicaine élue dans la vallée du Rio Grande en plus d'un siècle. La première, Mayra Flores, est élue pour un mandat partiel dans une circonscription voisine en 2022. De la Cruz est la première républicaine élue pour un mandat complet dans cette région.

### Adhésions au caucus
- Republican Main Street Partnership[13]

### Mission du comité
- Committee on Financial Services[14]

## Vie privée
De La Cruz est mariée et divorcée deux fois et a deux enfants. La séparation de De La Cruz d'avec son deuxième mari en 2021, Juan Gabriel Hernandez, aboutie à un divorce acrimonieux,. De La Cruz est de dénomination épiscopalienne.